# Xã Snow Shoe, Quận Centre, Pennsylvania
Xã Snow Shoe (tiếng Anh: Snow Shoe Township) là một xã thuộc quận Centre, tiểu bang Pennsylvania, Hoa Kỳ. Năm 2010, dân số của xã này là 1.746 người.